# Drama i East End
Drama i East End (engelska: It Always Rains on Sunday) är en brittisk dramafilm från 1947 i regi av Robert Hamer.
Filmen bygger på Arthur La Berns roman med samma namn.

## Rollista i urval
- Googie Withers - Rose Sandigate
- Edward Chapman - George Sandigate
- Susan Shaw - Vi Sandigate
- Patricia Plunkett - Doris Sandigate
- Sydney Tafler - Morry Hyams
- Betty Ann Davies - Sadie Hyams
- Jane Hylton - Bessie Hyams
- Alfie Bass - Dicey Perkins
- Jack Warner - DS Fothergill
- Hermione Baddeley -  Mrs. Spry